# Polymera (Polymera) fusca
Polymera (Polymera) fusca is een tweevleugelige uit de familie steltmuggen (Limoniidae). De soort komt voor in het Neotropisch gebied.